# Kraftwerk Ljusne Strömmar
Das Kraftwerk Ljusne Strömmar ist ein Wasserkraftwerk in der Gemeinde Söderhamn, Provinz Gävleborgs län, Schweden, das am Fluss Ljusnan etwas flussaufwärts der Ortschaft Ljusne liegt. Es wurde von 1945 bis 1949 errichtet. Das Kraftwerk ist mehrheitlich im Besitz von Fortum (92,6 %; 7 % Holmen).

## Absperrbauwerk
Das Absperrbauwerk besteht aus einem Maschinenhaus auf der rechten Flussseite und einer sich daran anschließenden Wehranlage.
Von 2016 bis 2019 wurde die Wehranlage überarbeitet, um das sichere Abführen von Hochwasser zu gewährleisten; die Kosten dafür werden mit 80 (bzw. 110) Mio. SEK angegeben.

## Kraftwerk
Das Kraftwerk Ljusne Strömmar verfügt über eine installierte Leistung von 36,4 MW. Die durchschnittliche Jahreserzeugung liegt bei 250 (bzw. 252,7) Mio. kWh.